# Милена Петровић Његош
Милена Петровић Његош (рођ. Вукотић; Чево, 27. април 1847 — Антиб, Француска, 16. март 1923) била је кнегиња и краљица Црне Горе до 1918, супруга краља Николе I.

## Биографија
Милена је била ћерка војводе Петра Вукотића (1826—1904) и Јелене (рођ. Војводић), а унука Стевана Перкова Вукотића.
Удала се за младог кнеза Николу I 1860. године и била је кнегиња до 1910, а од те године краљица, све до 1918. Крајем 1918. створена је Краљевина Срба, Хрвата и Словенаца, па је одлуком скупштине Краљевина Црна Гора престала да постоји.
У егзилу после смрти краља Николе I 2. марта 1921. и абдикације најстаријег сина Данила на место краља Црне Горе 7. марта малољетни Михаило је постављен за краља Црне Горе под намесништвом краљице Милене.
Додељен јој је Велики крст бугарског Ордена за грађанске заслуге са брилијантима, Орден Свете Изабеле (Португал), Орден Свете Елизабете Угарске (Аустроугарска), Орден Свете великомученице Катарине (Русија) и Орден доброчинства (Османско царство).

## Галерија
- 28. август 1910.
- Портрет Милене Петровић Његош, 1910.
- Краљица Милена на фотографији објављеној у календару Вардар за 1911. годину.
- Принц Данило
- Гробница краља Николе I и краљице Милене у Сан Рему

## Породично стабло
|  |                          |  |  |  |  |  |  |  |  |  |  |  |  |  |  |  |
|  | 2. Петар Вукотић         |  |  |  |  |  |  |  |  |  |  |  |  |  |  |  |
|  |                          |  |  |  |  |  |  |  |  |  |  |  |  |  |  |  |
|  |                          |  |  |  |  |  |  |  |  |  |  |  |  |  |  |  |
|  | 1. Милена Петровић Његош |  |  |  |  |  |  |  |  |  |  |  |  |  |  |  |
|  |                          |  |  |  |  |  |  |  |  |  |  |  |  |  |  |  |
|  |                          |  |  |  |  |  |  |  |  |  |  |  |  |  |  |  |
|  | 3. Јелена Војводић       |  |  |  |  |  |  |  |  |  |  |  |  |  |  |  |
|  |                          |  |  |  |  |  |  |  |  |  |  |  |  |  |  |  |
|  |                          |  |  |  |  |  |  |  |  |  |  |  |  |  |  |  |

## Породица

### Супружник
| име           | слика | датум рођења     | датум смрти   |
| ------------- | ----- | ---------------- | ------------- |
| Краљ Никола I |       | 7. октобар 1841. | 1. март 1921. |

### Деца
| име                       | слика | датум рођења       | датум смрти         | супружник                                              |
| ------------------------- | ----- | ------------------ | ------------------- | ------------------------------------------------------ |
| Кнегиња Зорка             |       | 23. децембар 1864. | 16. март 1890.      | Краљ Петар I                                           |
| Велика кнегиња Милица     |       | 26. јул 1866.      | 5. септембар 1951.  | Велики кнез Петар Николајевич                          |
| Велика кнегиња Анастасија |       | 4. јануар 1868.    | 15. новембар 1935.  | Георг фон Лојхтенберг; Велики кнез Николај Николајевич |
| Принцеза Марица           |       | 29. март 1869.     | 7. мај 1885.        | умрла у младости                                       |
| Принц Данило              |       | 29. јун 1871.      | 24. септембар 1939. | Јута од Мекленбурга                                    |
| Краљица Јелена            |       | 8. јануар 1873.    | 28. новембар 1952.  | Краљ Виторио Емануеле III                              |
| Принцеза Ана              |       | 18. август 1874.   | 22. април 1971.     | Франц Јозеф од Батенберга                              |
| Принцеза Софија           |       | 2. мај 1876.       | 14. јун 1876.       | умрла у детињству                                      |
| Принц Мирко               |       | 17. април 1879.    | 2. март 1918.       | Наталија Константиновић                                |
| Принцеза Ксенија          |       | 22. април 1881.    | 10. март 1960.      | није се удавала                                        |
| Принцеза Вјера            |       | 22. фебруар 1887.  | 31. октобар 1927.   | није се удавала                                        |
| Принц Петар               |       | 10. октобар 1889.  | 7. мај 1932.        | Виолета Вегнер                                         |